# Пургаксола
Пургаксо́ла (рос. Пургаксола, марій. Пургак) — присілок у складі Куженерського району Марій Ел, Росія. Входить до складу Шудумарського сільського поселення.

## Населення
Населення — 56 осіб (2010; 63 у 2002).
Національний склад (станом на 2002 рік):
- марі — 100 %